# Línia evolutiva de Psyduck
Aquesta línia evolutiva de Pokémon inclou Psyduck i Golduck.

## Psyduck
Psyduck és una de les espècies que apareixen a la franquícia Pokémon, una sèrie de videojocs, anime, mangues, llibres, cartes col·leccionables i altres mitjans que va ser inventada per Satoshi Tajiri i ha generat milers de milions de dòlars en beneficis per a Nintendo i Game Freak. És de tipus aigua i evoluciona a Golduck.
És un ànec groc.

## Golduck
Golduck (ゴルダック, Gorudakku) és una de les espècies que apareixen a la franquícia Pokémon, una sèrie de videojocs, anime, mangues, llibres, cartes col·leccionables i altres mitjans que va ser inventada per Satoshi Tajiri i ha generat milers de milions de dòlars en beneficis per a Nintendo i Game Freak.
És un gran ànec bípede, amb pell blava i poderosa cua. També té cames i braços forts per nedar, i té una joia vermella al seu front que està connectada als seus poders telequinètics.

### Característiques
Golduck viu en llacs i en rius, ocasionalment es pot veure també en aigües costaneres. Els Golduck són excel·lents nedadors, sobresortint dels millors atletes humans a causa de les seves mans i cames amb membranes semblants a les de les granotes. La gemma al seu front brilla quan utilitza els seus poders psíquics i quan neda a màxima velocitat, el que suggereix que algunes vegades utilitza els seus poders per nedar.
A causa del seu color blau i les membranes entre els dits de les seves mans i dels seus peus, els Golduck són de vegades confosos pels monstres mitològics japonesos, els Kappa (la font d'inspiració real de Golduck).
Els maldecaps que sofreix la seva forma preevolucionada Psyduck, no molesten al Golduck, el qual té control total dels seus formidables poders mentals.